# Armin Knab
Armin Knab (ur. 19 lutego 1881 w Neuschleichach, zm. 23 czerwca 1951 w Bad Wörishofen) – niemiecki kompozytor.

## Życiorys
Studiował prawo na Uniwersytecie w Würzburgu, w 1904 roku uzyskując tytuł doktora. Jednocześnie uczył się gry na fortepianie oraz teorii muzyki u Maxa Meyera-Olberslebena. Jako prawnik pracował w Vilshofen (1911–1913), Rothenburgu (1913–1926) i Würzburgu (1927–1934). Od 1934 do 1943 roku wykładał w Staatliche Hochschule für Musikerziehung und Kirchenmusik w Berlinie. W okresie III Rzeszy współpracował z władzą, pisał pieśni okolicznościowe na uroczystości narodowosocjalistyczne. W 1940 roku otrzymał nagrodę im. Maxa Regera. Po 1945 roku mieszkał w Kitzingen.
W swojej twórczości nawiązywał do tradycji muzyki romantycznej. Sięgał po melodie zaczerpnięte z niemieckiego folkloru muzycznego. Zasłynął jako twórca kompozycji chóralnych. Skomponował m.in. kantaty Mariae Geburt (1928), Singt und klingt (1934), Gruss Gott, du schöner Maien (1935), Vanitas mundi (1946), Glück auf, ihr Bergleute (1946) i Engelsgruss (1950).